# ويليام إف. كيرنان
ويليام إف. كيرنان (بالإنجليزية: William F. Kernan)‏ هو عسكري أمريكي، ولد في 29 يناير 1946 في Fort Sam Houston ‏ في الولايات المتحدة.